# Hopleus (Lapithe)

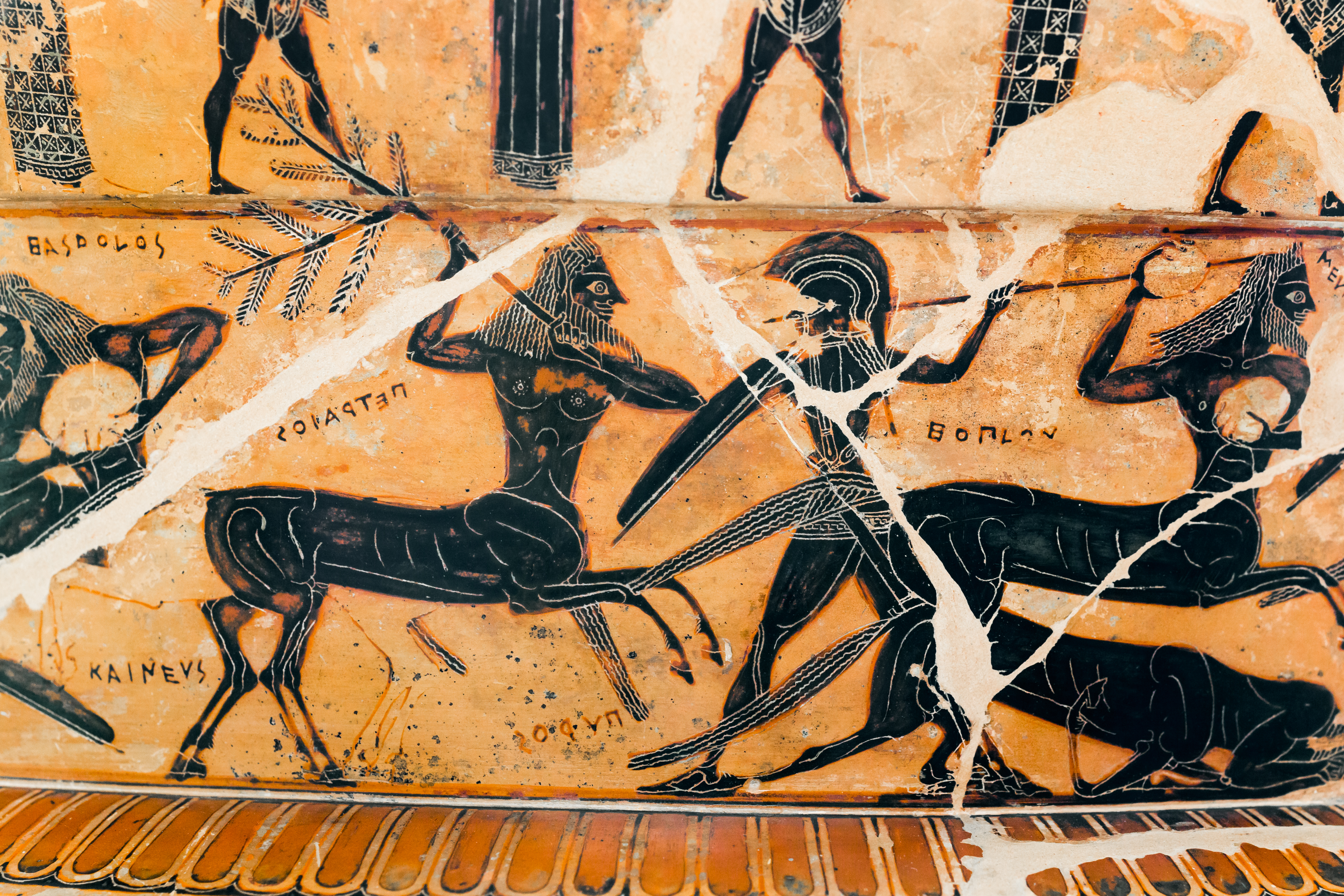
Françoisvase, 6. Jh. v. Chr.: Hoplon≈Hopleus (rechts) kämpft mit der Lanze gegen den Kentauren Petraios (links).

Hopleus ist in der griechischen Mythologie ein Lapithe, der an der Kentauromachie auf der Hochzeit des Peirithoos teilnimmt. Die einzige literarische Quelle findet sich in Hesiods Epyllion „Schild des Herakles“. Er ist möglicherweise identisch mit einem Hoplon auf der Françoisvase und einem
Hoplos auf einem rotfigurigen Krater.

## Name
Er kommt vom griechischen Ὁπλεύς, Hopleús, das ist der „Gerüstete“, ein passender Name für seinen Kampfeinsatz gegen die Kentauren. Die lateinische und deutsche Betonung liegt nach der Paenultimaregel auf der vorletzten/ersten Silbe: Hópleus.

## Mythos
Drei Quellen, eine literarische und zwei bildliche Darstellungen mit namentlicher Kennung, überliefern drei Namen mit einer leichten Abweichung im Suffix: Hopleus, Hoplon, Hoplos, so dass es sich möglicherweise um einen identischen Lapithen handelt.

### Hopleus (Hesiod)
Hesiod (7./6. Jh. v. Chr.) listet ihn ohne Epitheton mit den anderen Helden (Peirithoos, Dryas, Kaineus, Prolochos, Faleros, Mopsos, Theseus) in seiner kurzen Kentauromachie auf. Er rechnet ihn zur Führungsriege der Lapithen, die, bewaffnet mit langen Speeren (Vers 186), den Kampf gegen die Kentauren anführen.

### Hoplon (Françoisvase)
Die Vase (6. Jh. v. Chr.) zeigt eine Kampfszene des Hoplon gegen den Kentauren Petraios (siehe Bild). Er ist bekleidet mit einem λινοθώραξ, linothṓrax, einem Panzer aus Leinen, und bewaffnet mit Schild und Lanze schreitet er zum Angriff. Sein Gegner Petraios kämpft, typisch für Kentauren, mit einem Ast und wird gegen Hoplon keine Chance haben.

### Hoplos (Krater)
Die Erzählung auf den Krater (5.–3. Jh. v. Chr.) des Lapithen Hoplos nimmt einen anderen Ausgang: „Der Kentaur Asbolos schlägt dem Lapithen Hoplos mit der spitzen Wurzel einer Kiefer auf die Brust ... der Lapith fällt vor ihm hin; aus seiner Wunde fließt reichlich Blut.“